# Praia da Saudade (Rio de Janeiro)
A Praia da Saudade foi uma praia localizada no que é hoje a entrada do bairro da Urca, no Rio de Janeiro.
Não se sabe ao certo a origem do nome, mas, segundo algumas versões, devia-se ao fato de que dali ficava se olhando os navios partir barra afora, talvez levando um ente querido. No local existia uma colônia de pescadores. A partir da década de 1850, com a inauguração do Hospício Pedro II, deu-se o início da urbanização dos arredores. Houve ali também um pequeno cemitério, destinado ao sepultamento de internos do hospício. O cemitério acabou sendo transferido para o recém-inaugurado Cemitério de São João Batista, em Botafogo, por conta das ressacas que constantemente atingiam as tumbas e desenterravam os mortos. No ano de 1872, o imperador Dom Pedro II ofereceu ao Imperial Instituto dos Meninos Cegos, um terreno ao lado do hospício. 
Mas a partir do começo do século XX, a Praia da Saudade passou a ser frequentada por banhistas e a servir de palco para competições de regatas, já que a Praia Vermelha era inacessível à população por conta da existência do prédio da Escola Militar entre as pedras da Urca e da Babilônia. Em 1908, por conta da Exposição Nacional Comemorativa do 1º Centenário da Abertura dos Portos do Brasil construíram-se vários pavilhões em alvenaria para abrigar as festividades. Foi quando também ocorreu o primeiro aterramento da Praia da Saudade, sendo construída um parapeito de pedra ao longo da avenida à beira-mar, batizada com o nome de Avenida Pasteur.
Posteriormente, na década de 1930, a Praia da Saudade foi totalmente aterrada para a construção do Iate Clube do Rio de Janeiro.